# Isla da Queimada Grande
La Isla de la Quemada Grande, también conocida como Isla de las Cobras (en portugués: Ilha da Queimada Grande; Ilha das Cobras) es una isla de 431 000 metros cuadrados (43,1 Ha) en la costa del estado de São Paulo, en Brasil. Es el hábitat de una especie de serpiente de la familia de las víboras (Viperidae) conocida como serpiente de la Isla Quemada (Bothrops insularis), una de las serpientes más venenosas del mundo. Las leyendas locales dicen que hay cinco serpientes por cada metro cuadrado. Esta no es la única especie de serpiente en la isla, y se considera en peligro de extinción ya que no tiene ningún otro hábitat, y podría ser eliminada por los incendios forestales. La población de dicha serpiente también corre el riesgo de endogamia, cuyos efectos son evidentes en la población de estos ofidios.
Existe un faro que fue mantenido por un farero que vivió en la isla hasta las primeras décadas del siglo XX. Luego se le reemplazó por un faro automático.
Los planes para construir una plantación de plátanos en la isla fracasaron. Es probable que el origen del nombre de la isla, que está en portugués, venga de queimada (quemada) que es el nombre para la tala y quema de bosques (por ejemplo, para limpiar la tierra para la agricultura), de modo que, el nombre de la isla significaría "Isla de la gran quemada". En la actualidad, la Marina de Brasil prohíbe a los civiles entrar en la isla, aunque los científicos a veces reciben permisos. Es un importante serpentario a nivel mundial y, por eso, el 5 de noviembre de 1985 fue declarada Área relevante de interés ecológico por el decreto federal n° 91 887.